# Kenichi Hirose
Kenichi Hirose (en japonés 広瀬 健一, Hirose Kenichi, 12 de junio de 1964 – 26 de julio de 2018) fue miembro del grupo japonés de culto apocalíptico Aum Shinrikyo, quien fue condenado y ejecutado por asesinato debido a su participación en el atentado con gas sarín en el metro de Tokio.

## Biografía

### Primeros años
Nacido en 1964, Hirose fue un estudiante destacado en sus primeros años. En 1983, fue admitido en la Universidad de Waseda y eligió física aplicada como su especialidad. En 1987, se graduó de Waseda como el mejor estudiante de su promoción y entró en la Escuela de Posgrado de la misma universidad con un tema de investigación sobre superconductividad a alta temperatura. Trabajando con su supervisor, publicó un artículo en julio de 1987. Su supervisor afirmó que Hirose era un científico con talento. Al mismo tiempo, Hirose comenzó a cuestionarse si el conocimiento que había adquirido en la universidad podía realmente ayudar a la sociedad.

### Ingreso en Aum Shinrikyo
En 1988, Hirose leyó por casualidad libros escritos por Shoko Asahara. Se sintió atraído por Asahara y comenzó a cartearse con él. A petición de Asahara, en 1989, tras graduarse en la escuela de posgrado y obtener su título de máster, Hirose rechazó una oferta de trabajo de NEC y se unió a Aum Shinrikyo, convirtiéndose en una figura importante dentro del grupo. A principios de la década de 1990, produjo alrededor de 1.000 rifles de asalto basados en el famoso modelo AK-74. Se informó que Hirose viajó en una ocasión a Rusia para probar estos rifles.

### Atentado, arresto, juicio y ejecución
En 1995, Hirose participó en el atentado con gas sarín en el metro de Tokio. Se le asignó la tarea de liberar gas sarín dentro del tren A777 de la línea Marunouchi. Hirose fue arrestado ese mismo año. En el año 2000, fue condenado a muerte. En 2006, su apelación fue rechazada. El 26 de julio de 2018, Hirose fue ejecutado por ahorcamiento en el Centro de Detención de Tokio.